# Avicularia avicularia
Avicularia avicularia é uma espécie de tarântula nativa da Venezuela, Guiana, Suriname, Guiana Francesa, Trindade e Tobago, Peru, Bolívia e Brasil. Em 2007, foi classificada como em perigo na Lista de espécies de flora e fauna ameaçadas de extinção do Estado do Pará; em 2018, foi classificada como pouco preocupante na Lista Vermelha do Livro Vermelho da Fauna Brasileira Ameaçada de Extinção do Instituto Chico Mendes de Conservação da Biodiversidade (ICMBio).

## Descrição
A Avicularia avicularia madura tem um corpo de cor escura e pés rosados. Os espécimes juvenis, no entanto, têm corpos rosados e pés de cor escura e sofrem reversão em sua coloração à medida que se aproximam da idade adulta aos 4-5 anos. Um espécime totalmente crescido pode crescer até seis polegadas de comprimento. Têm uma expectativa de vida curta, com os machos vivendo de dois a três anos e as fêmeas entre seis e nove anos. O dimorfismo foi demonstrado nos estágios maduros de machos e fêmeas, com os machos apresentando pelos urticantes uniformemente farpados, enquanto as fêmeas são encontradas apenas na extremidade proximal. Os machos maduros também exibem par de ganchos no último segmento dos pedipalpos, usados durante a construção de "teias de esperma" e comportamentos de corte.

## Ecologia
Avicularia avicularia é um predador de emboscada, usando teias como armadilha e para sentir o movimento da presa. Com ambiente enriquecido, pode exibir variedade de comportamentos, como caça ativa, forrageamento e até construção de ninhos e túneis com detritos próximos. Consome principalmente presas de insetos e é um alimentador agressivo. Algumas de suas presas incluem grilos, mariposas, gafanhotos, baratas e pequenas pererecas. Às vezes, consome pequenos lagartos, como Anolis, mas os vertebrados geralmente não são os principais contribuintes para sua dieta. Respostas comuns a ameaças incluem correr ou pular, mas pode reagir agressivamente se for provocada. Mecanismos defensivos incluem pelos urticantes tipo II (que devem ser transferidos por contato direto, em vez de chutar os pelos para o ar), propelir fezes em direção a ameaças percebidas, adotar postura de ameaça e morder. Seu veneno é considerado leve, mesmo em comparação com outras tarântulas do novo mundo.

## Criação
Sendo espécie arbórea, Avicularia avicularia requer habitat relativamente alto com bastante espaço para escalar em cativeiro. Apesar da crença comum, deve ser mantida em substrato seco com um prato de água para obter umidade adequada e, ao mesmo tempo, fornecer ventilação cruzada. Isso evita a formação de ar estagnado, bactérias e umidade excessiva, o que pode ser fatal.